# Daniela Di Giacomo
Daniela Di Giacomo (n. 5 mai 1985) este o moderatoare TV, un fotomodel din Venezuela care a câștigat în anul 2005 la un concurs de frumusețe titlul de Miss Venezuela, iar în anul 2006 va fi aleasă în China ca Miss International.